# Съюз на народната младеж
Съюзът на народната младеж (СНМ), по-късно Димитровски съюз на народната младеж (ДСНМ), е прокомунистическа младежка политическа организация в България от 1946 до 1956 г.
Създаден е на 22 декември 1947 г. вследствие от обединението на Работническия младежки съюз, Българския земеделски младежки съюз, лявото крило на Съюза на социалистическата младеж и Младежкия народен съюз „Звено“. Обединението е предшествано от създаването на т.нар. Комитети на демократичната младеж през 1946 г.
Организацията функционира под прякото ръководство и контрол от страна на БКП.
Много активисти и редови членове на СНМ се включват в бригадирското движение през 1946 – 1948 г. Особено голям принос дават в пътното строителство, селското стопанство и млекопреработвателна промишленост. Благодарение на активната организационна дейност от СНМ в бригадирското движение са привлечени около 250 000 души от цялата страна.
Седмица след смъртта на Георги Димитров на 2 юли 1949 г. СНМ свиква траурен конгрес на 9 юли с.г., на който се преименува в Димитровски съюз на народната младеж. ДСНМ приема името Димитровски комунистически младежки съюз (ДКМС) на априлския си пленум през 1956 година.